# Casper Ruud
Casper Ruud (Oslo, 22 dicembre 1998) è un tennista norvegese.
Ritenuto il più grande giocatore norvegese di tutti i tempi, in singolare si è aggiudicato tredici titoli ATP, tra cui il Masters 1000 di Madrid 2025, e il suo miglior ranking è la 2ª posizione raggiunta nel settembre 2022. Nelle prove del Grande Slam è stato finalista nelle edizioni 2022 e 2023 del Roland Garros e agli US Open 2022, anno in cui ha raggiunto l'ultimo atto anche alle ATP Finals.
È il primo norvegese ad aver vinto un torneo nel circuito maggiore, raggiunto la finale di un Major e disputato le ATP Finals. Ha esordito nella squadra norvegese di Coppa Davis nel 2015.

## Biografia
Ha iniziato a giocare a tennis a quattro anni con il padre Christian Ruud, ex tennista che nel 1995 arrivò alla 39ª posizione della classifica ATP e che lo ha seguito come allenatore anche da professionista. Da bambino Casper Ruud ha praticato anche calcio, hockey su ghiaccio e soprattutto golf. All'età di 19 anni ha cominciato ad allenarsi all'accademia di Rafael Nadal a Maiorca.

## Carriera

### Juniores
Negli Slam di categoria juniores in singolare non va oltre i terzi turni raggiunti nel 2015 al Roland Garros e agli US Open e il secondo turno a Wimbledon. In coppia con Miomir Kecmanović raggiunge la semifinale nei tornei di doppio di categoria a Wimbledon 2015 e 2016 e al Roland Garros 2016. Si aggiudica nel circuito juniores ITF tre titoli in doppio e cinque in singolare, tra i quali spicca la Osaka Mayor's Cup dell'ottobre 2015, unico trofeo di Grade A conquistato. Nel gennaio 2016 diventa il numero 1 della classifica mondiale e in luglio chiude la sua esperienza tra gli juniores a Wimbledon.

### 2014-2016: inizi tra i professionisti e primi titoli ITF e Challenger
Nel giugno 2014 aveva esordito nel circuito ITF con una sconfitta nel Futures Croatia F12. Dopo una serie di sconfitte al primo turno, vince i primi due incontri nel Futures Finland F1 dell'agosto 2015. Nel febbraio 2016 vince il primo titolo ITF al Futures Spain F3 battendo in finale Carlos Taberner. Il mese dopo debutta in Coppa Davis nella sfida vinta 3-2 dalla Lituania perdendo in singolare contro Ričardas Berankis e in doppio, prima di battere Laurynas Grigelis a risultato acquisito per i baltici. Subito dopo perde la finale del Futures USA F10 e tenta invano di accedere al tabellone principale del Miami Masters. In agosto vince il suo secondo torneo ITF al Futures Finland F1.
In settembre vince il primo Challenger a cui partecipa, la Copa Sevilla; nei quarti batte per la prima volta un top 100 della classifica ATP, il nº 75 Inigo Cervantes, e in finale supera il nº 101 Tarō Daniel per 6-3, 6-4. Il risultato gli consente di arrivare al 274º posto della classifica, con un balzo di 176 posizioni. A fine mese, grazie a una wildcard, entra per la prima volta nel tabellone di un torneo ATP al Chengdu Open e viene eliminato al primo turno. Chiude l'anno perdendo la finale del Norway F3, ultimo torneo Futures al quale partecipa, e al 225º posto del ranking.

### 2017: prima semifinale in un torneo ATP, 108º nella classifica ATP

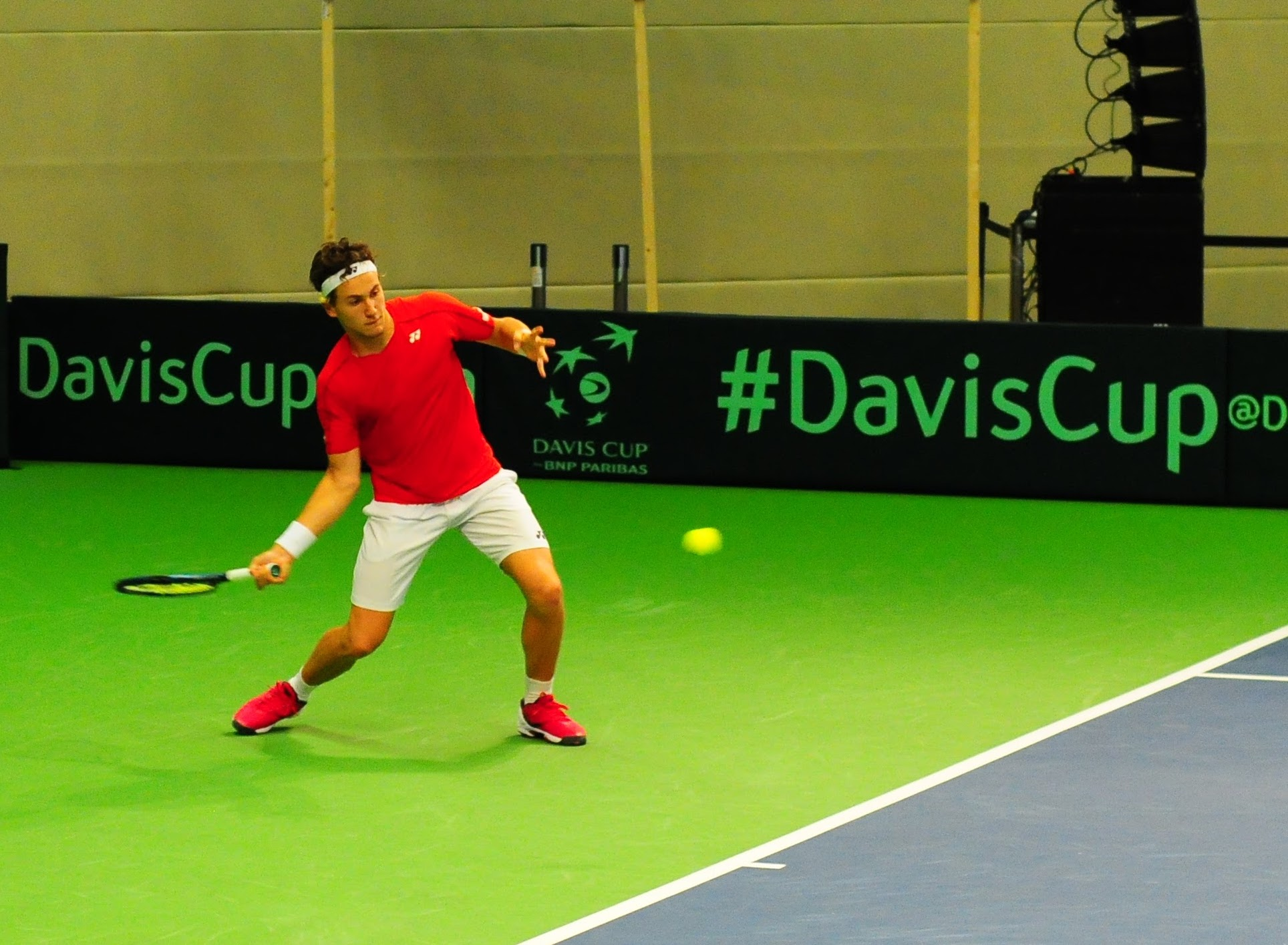
Casper Ruud in un match di Coppa Davis nell'aprile 2017

Debutta nel 2017 partecipando con una wildcard all'ATP 250 di Chennai e viene eliminato al primo turno. Tenta la via delle qualificazioni all'Australian Open, ma viene battuto nel turno decisivo. In febbraio perde la semifinale del Challenger di Budapest contro il tennista locale Márton Fucsovics. A fine mese ottiene il risultato di maggior prestigio da inizio carriera al Rio Open, primo torneo ATP 500 a cui partecipa con una wildcard. Al primo turno supera il nº 88 ATP Rogério Dutra da Silva (prima vittoria nel circuito ATP) e nei quarti il nº 85 Thiago Monteiro. Viene battuto in semifinale, durante la quale spreca anche un match-ball, dal nº 24 ATP Pablo Carreño Busta con il punteggio 6-2, 5-7, 0-6. Dopo l'eliminazione al secondo turno nell'ATP 250 di San Paolo (Brasile) disputa i suoi primi incontri nel tabellone principale di un Masters 1000 a Miami e a Monte-Carlo, perdendo in entrambi al primo turno. Accade lo stesso anche nell'ATP 500 di Barcellona, dove per la prima volta supera le qualificazioni in un torneo ATP.
Al suo primo Roland Garros perde il secondo incontro di qualificazione. Al successivo Challenger di Lione viene battuto nei quarti, ma i risultati ottenuti gli consentono di raggiungere il 108º posto della classifica ATP, suo nuovo miglior piazzamento. Nel prosieguo della stagione non va mai oltre i quarti nei tornei Challenger e non supera mai il primo turno nei tornei ATP. Prova per la prima volta ad accedere al tabellone principale degli US Open ma viene eliminato al secondo incontro di qualificazione. Subito dopo si ritira al primo turno del Challenger di Siviglia, perdendo gran parte dei punti guadagnati con la vittoria dell'anno prima. Alla fine del 2017 si trova al 139º posto della classifica ATP.

### 2018: due finali Challenger
In gennaio supera le qualificazioni dell'ATP 250 di Auckland e viene battuto al primo turno da Robin Haase dopo aver sprecato 2 match-ball. Supera per la prima volta le qualificazioni di un torneo del Grande Slam agli Australian Open 2018, batte quindi al primo turno Quentin Halys e viene eliminato al secondo da Diego Schwartzman. Nei successivi tornei ATP non supera mai il secondo turno, complice anche un problema alla caviglia che lo costringe al ritiro al Rio Open. In coppia con Víctor Estrella Burgos, in febbraio arriva nei quarti nel torneo di doppio dell'ATP 250 Ecuador Open. Non avendo ripetuto i risultati dell'inizio stagione 2017, perde posizioni nella classifica ATP e in aprile si ritrova alla 205ª. Inizia a risalire grazie alla finale raggiunta a fine mese nel Challenger di Francavilla, persa contro Gianluigi Quinzi, e in maggio arriva in finale anche al Challenger di Braga, dove viene sconfitto dal padrone di casa Pedro Sousa.
A fine mese supera per la prima volta le qualificazioni al Roland Garros e viene eliminato al secondo turno da Albert Ramos Viñolas. Si presenta per la prima volta al torneo di Wimbledon e viene eliminato al primo turno di qualificazione. Allo Swedish Open ottiene la sua prima vittoria su un top 40 battendo al secondo turno il nº 39 ATP e campione uscente David Ferrer, e viene eliminato da Richard Gasquet nei quarti di finale. A fine agosto supera per la prima volta le qualificazioni allo US Open e viene battuto al primo turno da Guido Pella. Chiude la stagione 112º della classifica dopo aver disputato tre semifinali nei Challenger.

### 2019: prima finale ATP, nº 54 della classifica ATP

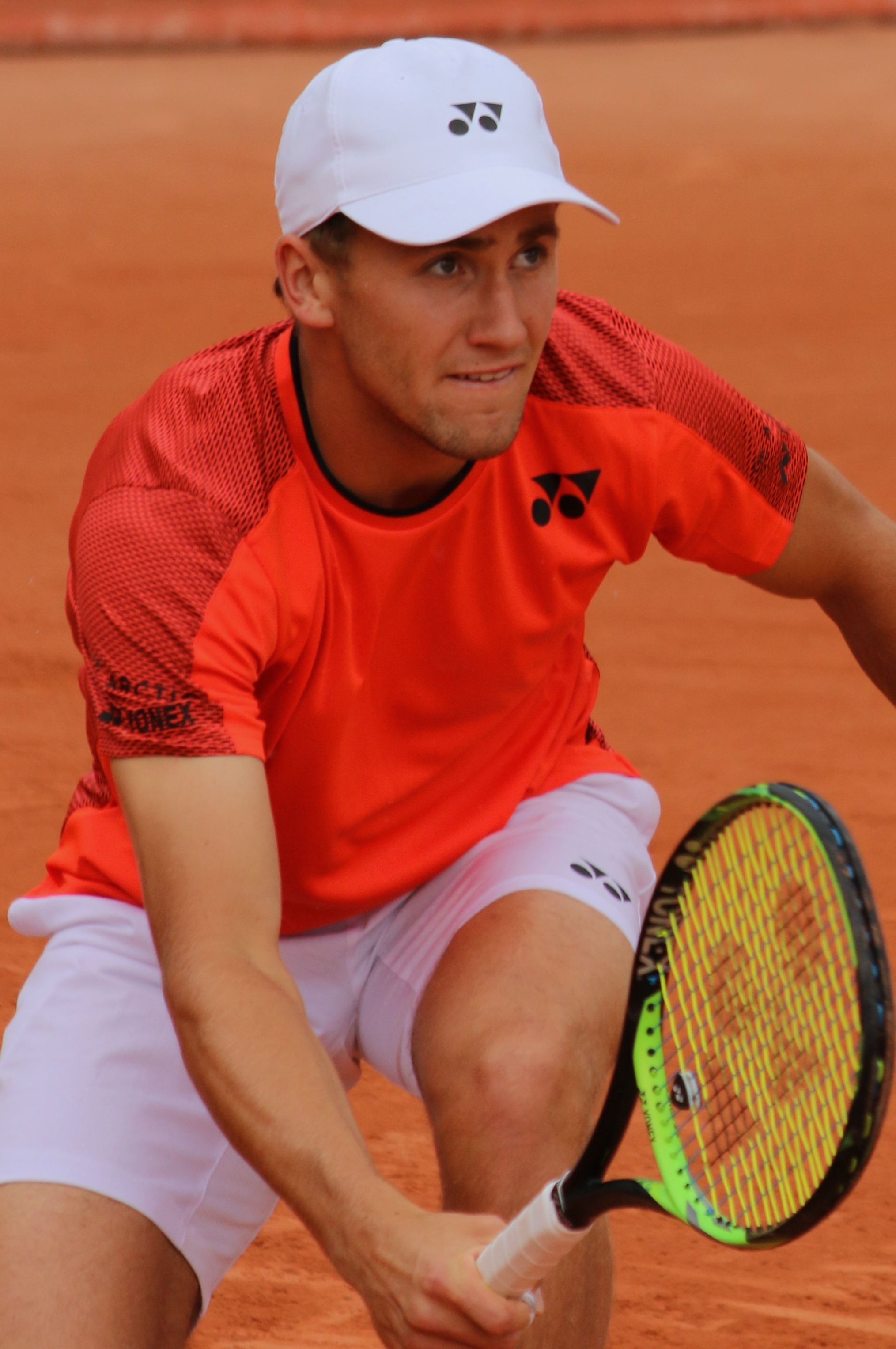
Casper Ruud in azione al Roland Garros 2019

Dopo una serie di incerti risultati nei primi tornei stagionali, raggiunge i quarti di finale in febbraio al Rio Open superando il nº 40 ATP João Sousa, prima di perdere con Laslo Đere. Al successivo Brasil Open raggiunge le semifinali e viene sconfitto da Cristian Garín, risultato che gli consente di entrare per la prima volta nei top 100 della classifica ATP. In marzo supera per la prima volta le qualificazioni di un Masters 1000 a Miami ed esce al primo turno nel main draw. In aprile raggiunge a Houston la sua prima finale in un torneo ATP, perdendola in tre set di nuovo contro Garin. Conferma il buon momento di forma in maggio agli Internazionali d'Italia, nei quali supera le qualificazioni, arriva per la prima volta agli ottavi di un Masters 1000 e perde in due set da Juan Martín del Potro. Continua in questo modo a scalare la classifica mondiale, arrivando in 63ª posizione.
Grazie a questa posizione entra per la prima volta direttamente nel tabellone principale di uno Slam al Roland Garros, dove supera Ernests Gulbis e la testa di serie nº 29 Matteo Berrettini e al terzo turno viene sconfitto dal nº 3 del mondo Federer. A fine torneo sale al 59º posto del ranking. Raggiunge la semifinale al torneo di Prostějov, uno degli ultimi Challenger a cui partecipa, e viene eliminato al primo turno a Wimbledon da John Isner. In estate raggiunge la semifinale al torneo di Kitzbühel e sale al 54º posto mondiale. Supera le qualificazioni a Cincinnati e viene eliminato da Guido Pella. Agli US Open perde al primo turno da Jan-Lennard Struff, mentre in doppio si spinge fino agli ottavi in coppia con Miomir Kecmanović. Raggiunge poi i quarti di finale in singolare a San Pietroburgo. Chiude la stagione con le Next Generation ATP Finals, nelle quali viene eliminato dopo i primi due incontri persi con Alex de Minaur e Miomir Kecmanović ed è ininfluente la sua vittoria su Alejandro Davidovich Fokina.

### 2020: primo titolo ATP, prima semifinale Masters 1000 e top 30
Apre il 2020 alla prima edizione della ATP Cup e nella vittoriosa sfida contro gli Stati Uniti batte John Isner in singolare e Austin Krajicek e Rajeev Ram in doppio. Contro l'Italia supera Fabio Fognini in singolare e viene sconfitto in doppio. Perde in singolare e in doppio nella sfida contro la Russia, che si qualifica per i quarti di finale. Esce al primo turno a Auckland e agli Australian Open. Arriva in semifinale a Buenos Aires senza perdere set, battendo Pablo Andújar, Roberto Carballés Baena e Dušan Lajović. Con il successo in rimonta su Juan Ignacio Londero raggiunge la sua seconda finale ATP in carriera e conquista il suo primo titolo ATP battendo Pedro Sousa col punteggio di 6-1, 6-4, il giorno dopo porta il best ranking alla 34ª posizione. Sconfitto al turno di esordio a Rio, al Chile Open elimina Alejandro Tabilo, Federico Delbonis e in semifinale Albert Ramos Viñolas. Viene sconfitto in finale da Thiago Seyboth Wild con il punteggio di 5-7, 6-4, 3-6. Si impone in entrambi gli incontri disputati in Coppa Davis nella sfida vinta 4-0 contro le Barbados.
Dopo il lungo stop dovuto alla pandemia, torna in campo al Cincinnati Open e viene sconfitto al primo turno. Al primo turno degli US Open rimonta due set a Mackenzie McDonald, al secondo approfitta del ritiro di Emil Ruusuvuori e viene sconfitto al terzo turno da Matteo Berrettini. Agli Internazionali d'Italia raggiunge la sua prima semifinale in un Masters 1000 battendo nell'ordine Karen Chačanov, Lorenzo Sonego e Marin Čilić. Nei quarti si prende la rivincita sul nº 8 ATP Berrettini, primo top 10 sconfitto in carriera, vincendo il tiebreak decisivo, e cede in due set al nº 1 del mondo Novak Đoković. Grazie a questo risultato entra per la prima volta in top 30. Al successivo ATP 500 di Amburgo si spinge fino alla semifinale e viene sconfitto da Andrej Rublëv in due set, a fine torneo sale alla 25ª posizione del ranking. Agli Open di Francia esce di nuovo al terzo turno, sconfitto da Dominic Thiem. Perde al turno di esordio negli ultimi tre tornei stagionali.

### 2021: cinque titoli e top 10
Apre la stagione con la sconfitta al primo turno del Murray River Open, mentre agli Australian Open supera Tommy Paul e Radu Albot e raggiunge per la prima volta il quarto turno in un Major; si ritira per un problema ai muscoli addominali durante l'incontro con Rublëv. Rientra un mese dopo all'ATP 500 di Acapulco, elimina Daniel Elahi Galán e Tallon Griekspoor ed è costretto nuovamente al ritiro per un infortunio al polso. Al nuovo torneo di Marbella viene eliminato al terzo turno dall'astro nascente Carlos Alcaraz. Al successivo Masters di Monte Carlo sconfigge Holger Rune, il nº 9 del mondo Diego Schwartzman, il nº 12 Pablo Carreño Busta e il nº 18 Fabio Fognini, campione uscente. Perde la semifinale contro Rublëv in due set. A Monaco di Baviera esce di scena in semifinale per mano di Nikoloz Basilašvili, mentre al Masters di Madrid sconfigge il nº 5 ATP Stefanos Tsitsipas, reduce dal trionfo a Monte Carlo, e in semifinale cede a Matteo Berrettini; a fine torneo sale alla 16ª posizione della classifica mondiale.

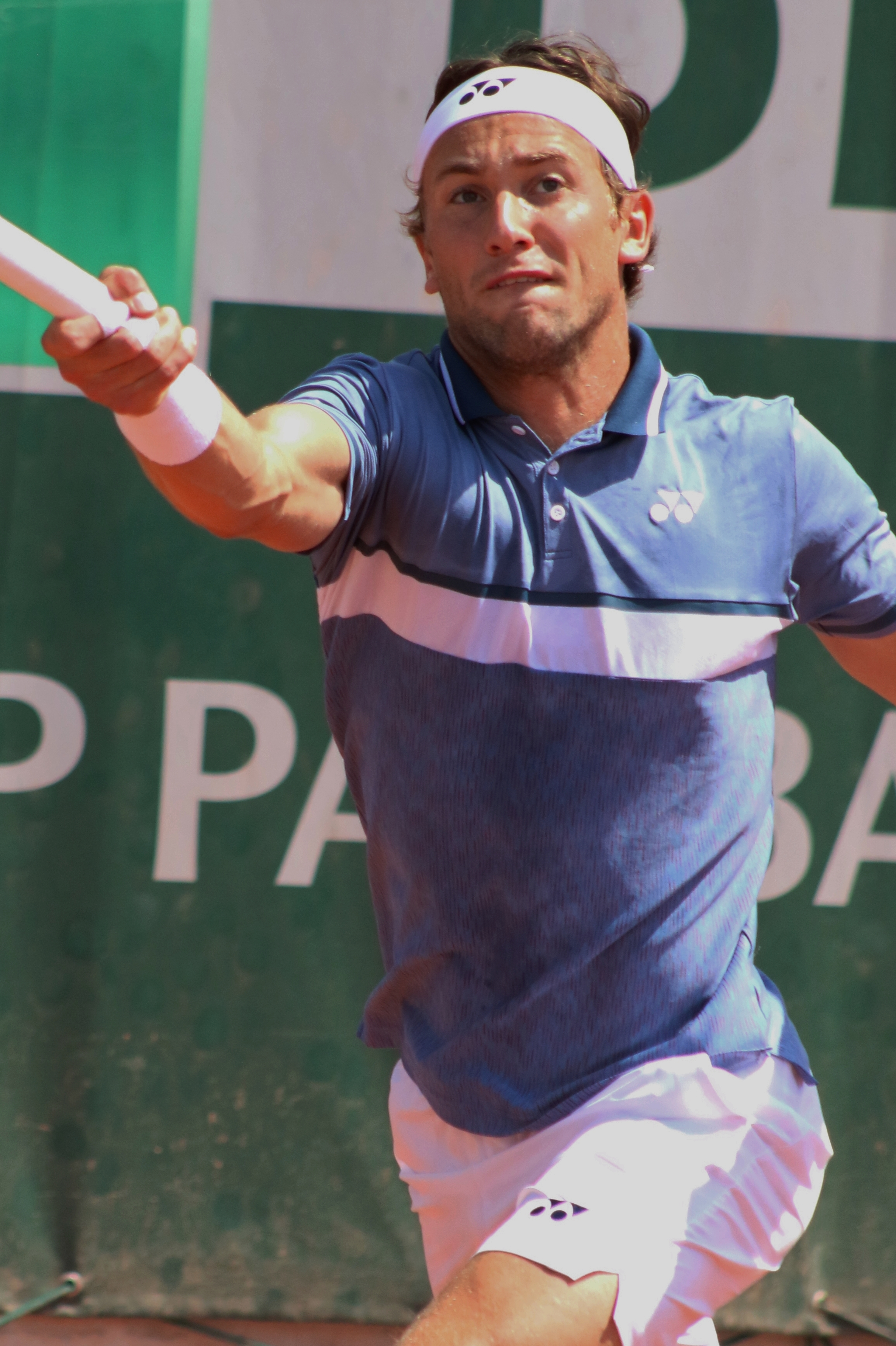
Casper Ruud al Roland Garros 2021

Il 22 maggio 2021 vince il suo secondo titolo ATP al Geneva Open battendo in finale Denis Shapovalov con il punteggio di 7-6, 6-4. Al Roland Garros esce al terzo turno, battuto al quinto set da Alejandro Davidovich Fokina. A fine torneo annuncia che non prenderà parte ai Giochi di Tokyo. La settimana dopo ritocca il proprio best ranking portandosi al 14º posto. Il debutto stagionale sull'erba avviene al nuovo torneo di Maiorca e viene eliminato nei quarti dal nº 2 del mondo Daniil Medvedev. Sconfitto a sorpresa al primo turno di Wimbledon da Jordan Thompson, nello Slam londinese ottiene il suo risultato più significativo da inizio carriera in doppio spingendosi fino ai quarti in coppia con André Göransson e porta il miglior ranking di specialità alla 133ª posizione. È grande protagonista nella parte finale della stagione europea sulla terra battuta, aggiudicandosi tre tornei consecutivi. A Båstad non perde alcun set e in finale ha la meglio su Federico Coria con un doppio 6-3. A Gstaad cede un solo set, nei quarti a Benoît Paire, e in finale lascia solo cinque giochi a Hugo Gaston. Incontra maggiore resistenza a Kitzbühel, dove lascia un set a Mario Vilella Martínez e Mikael Ymer, in semifinale vince in due parziali contro Arthur Rinderknech e si aggiudica il titolo imponendosi su Pedro Martínez in tre set. Le 12 vittorie consecutive gli garantiscono il 12º posto mondiale, nuovo miglior ranking.
La striscia positiva continua al Masters di Toronto con i successi su Marin Čilić e Dušan Lajović e viene interrotta da Stefanos Tsitsipas, che nei quarti di finale gli concede solo cinque giochi. Raggiunge i quarti anche a Cincinnati in virtù dei successi su Reilly Opelka e Diego Schwartzman, e viene eliminato da Alexander Zverev che si aggiudicherà il titolo. Agli US Open non va oltre il secondo turno, sconfitto a sorpresa dalla rivelazione del torneo Botic van de Zandschulp, porta comunque il best ranking alla 10ª posizione mondiale. A fine settembre partecipa per la prima volta alla prestigiosa Laver Cup, e contribuisce al successo dell'Europa sconfiggendo in due set Reilly Opelka. La settimana successiva conquista il suo sesto titolo ATP – primo sul cemento – nell'edizione inaugurale del San Diego Open; durante il torneo perde un solo set in semifinale contro Grigor Dimitrov e in finale concede due soli giochi a Cameron Norrie. Con gli ottavi di finale a Indian Wells, dove perde contro Schwartzman, sale all'8ª posizione mondiale. Eliminato nei quarti di finale a Vienna e al Paris Masters – rispettivamente da Sinner e Zverev – si qualifica per la prima volta alle ATP Finals. Debutta nel prestigioso torneo di fine anno con la sconfitta in due set subita contro Djokovic e vince in rimonta gli altri due incontri di Round Robin contro Norrie – che aveva preso il posto dell'infortunato Tsitsipas – e quello decisivo contro il nº 5 del mondo Rublëv, battuto nel tie-break decisivo. Accede così alla semifinale e viene eliminato dal campione uscente Medvedev con il punteggio di 4-6, 2-6.

### 2022: finale al Roland Garros, agli US Open e alle ATP Finals,  nº 2 del mondo

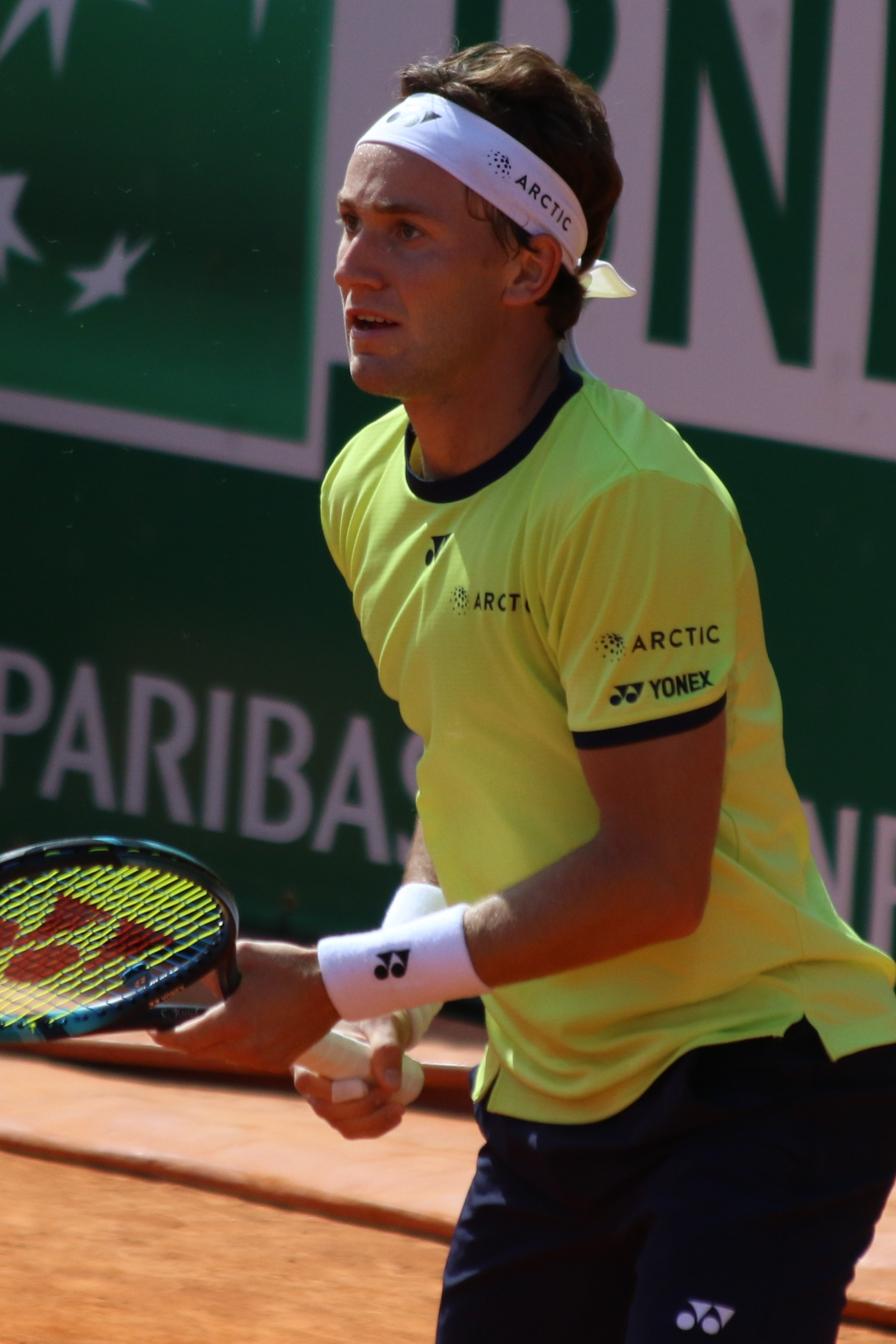
Casper Ruud al Masters di Monte Carlo 2022

Inizia la stagione all'ATP Cup, vince due dei tre singolari disputati e perde l'unico incontro giocato in doppio, con la Norvegia che chiude all'ultimo posto del girone. Un infortunio alla caviglia alla vigilia degli Australian Open lo costringe a rinunciare al torneo. Rientra tre settimane dopo a Buenos Aires e conquista il suo settimo titolo ATP battendo in finale Diego Schwartzman al terzo set. Nella sfida di Coppa Davis a Oslo persa 3-1 contro il Kazakistan, vince il primo singolare contro Michail Kukuškin e perde il secondo contro Aleksandr Bublik. Eliminato al terzo turno da Nick Kyrgios a Indian Wells, raggiunge la sua prima finale in un Masters 1000 a Miami; al terzo turno si prende la rivincita su Bublik, elimina quindi Cameron Norrie, Alexander Zverev, in semifinale batte nettamente Francisco Cerúndolo e nella sfida per il titolo viene sconfitto da Carlos Alcaraz con il punteggio di 5-7, 4-6, risultati che lo portano al 7º posto mondiale, nuovo best ranking.
Non ripete la semifinale dell'anno precedente a Monte Carlo, dove al terzo turno esce per mano di Grigor Dimitrov, a Barcellona spreca 3 match point nei quarti di finale contro Pablo Carreño Busta, che si impone dopo oltre tre ore di gioco. Anche al Masters di Madrid non ripete la semifinale della scorsa edizione, sconfitto al turno d'esordio da Dušan Lajović. Agli Internazionali d'Italia elimina nei quarti Denis Shapovalov e viene sconfitto in semifinale da Novak Đoković. Si conferma campione al successivo Geneva Open battendo in finale al tie-break del set decisivo João Sousa, mentre all'Open di Francia consegue il risultato più importante da inizio carriera raggiungendo per la prima volta la finale in una prova del Grande Slam; dopo i successi su Tsonga e Ruusuvuori, al terzo turno rimonta due set a Sonego, elimina quindi Hurkacz, Rune e in semifinale Čilić. In finale incontra per la prima volta in carriera Nadal, che gli concede solo sei giochi e si laurea campione a Parigi per la 14ª volta in carriera. A fine torneo il norvegese porta il miglior ranking al 6º posto e la settimana successiva sale al 5º.
Eliminato al primo turno del Queen's, a Wimbledon esce al secondo turno per mano di Ugo Humbert. Esce al primo turno anche a Båstad, dove era campione uscente, e conferma invece il titolo a Gstaad con la vittoria in finale in rimonta su Matteo Berrettini. Raggiunge la semifinale al Masters canadese, elimina tra gli altri Roberto Bautista Agut e Félix Auger-Aliassime e viene sconfitto in rimonta da Hubert Hurkacz, mentre non supera il turno d'esordio al Masters di Cincinnati. Agli US Open raggiunge la seconda finale in uno Slam, elimina tra gli altri Tommy Paul, Matteo Berrettini e in semifinale Karen Chačanov. In finale si gioca il primato nel ranking ATP con Carlos Alcaraz, che si impone al quarto set e a fine torneo Ruud sale al 2º posto mondiale dietro lo spagnolo. Non consegue risultati di rilievo nei successivi tornei e per il secondo anno di fila prende parte alle ATP Finals. Come 4º del ranking, supera il round-robin dopo aver vinto i primi due incontri con Félix Auger-Aliassime e Taylor Fritz ed è ininfluente la sconfitta con Nadal. In semifinale concede 6 soli giochi a Rublëv e in finale cede a Novak Đoković con il punteggio di 5-7, 3-6. A fine anno riceve per la prima volta uno degli ATP Awards, lo Stefan Edberg Sportsmanship Award, riconoscimento per il giocatore più sportivo della stagione che dal 2004 era stato vinto solo da Roger Federer o Rafael Nadal.

### 2023: 2º finale al Roland Garros, 10º titolo ATP e 100º vittoria su terra rossa
Inizia il 2023 disputando l'edizione inaugurale della United Cup, vince il primo incontro con Thiago Monteiro e viene sconfitto nel secondo da Matteo Berrettini, con la Norvegia che chiude ultima nel girone. Agli Australian Open, accreditato dalla testa di serie nº 2, non va oltre il secondo turno, sconfitto da Jenson Brooksby. Come aveva preannunciato a inizio gennaio, dopo lo Slam australiano si prende un mese di pausa per recuperare dopo la logorante stagione 2022. Rientra a fine febbraio e stenta a ritrovare la forma, vince un solo incontro per torneo ad Acapulco, Indian Wells e soprattutto a Miami, dove era stato finalista nell'edizione precedente. Ritrova il successo all'Estoril, il suo primo torneo stagionale sulla terra battuta; elimina tra gli altri il campione uscente Sebastián Báez e in finale supera Miomir Kecmanović per 6-2, 7-6. Delude nei successivi tornei di Monte Carlo, Barcellona e Madrid, nei quali vince in totale due soli incontri. Si riscatta spingendosi fino alla semifinale a Roma e perde al terzo set contro Holger Rune, mentre esce di scena nei quarti al successivo torneo di Ginevra per mano di Nicolás Jarry. Come nell'edizione precedente raggiunge la finale al Roland Garros, dove si prende la rivincita con Jarry e con il nº 6 del ranking Rune, e ha la meglio in semifinale su Alexander Zverev. Nella sfida che assegna il titolo viene sconfitto da Novak Đoković con il punteggio di 6-7, 3-6, 5-7.
Si presenta a Wimbledon senza giocare tornei di preparazione sull’erba ed esce di scena al secondo turno per mano di Liam Broady, che si impone per 6-0 al quinto set. Dopo due anni di successi, non vince alcuno dei tornei estivi su terra battuta, perde in due set la finale a Båstad contro Rublëv e ad Amburgo raccoglie solo 4 giochi nei quarti contro Arthur Fils. Continua a perdere posizioni in classifica durante la trasferta americana, che inaugura con la sconfitta al tie-break del set decisivo contro Alejandro Davidovich Fokina al secondo incontro disputato a Toronto, mentre esce al turno di esordio a Cincinnati. Al secondo turno degli US Open cede al quinto set contro l'emergente Zhang Zhizhen e scende alla 9ª posizione mondiale. Non va oltre il terzo turno all'ATP 500 di Pechino, dove raccoglie solo sei giochi contro Carlos Alcaraz, e al Masters di Shanghai, eliminato da Fábián Marozsán. Perde il primo incontro disputato al Paris Masters – contro Francisco Cerundolo – ed esce dalla top 10 in cui si trovava dall'agosto 2021.

### 2024: prima vittoria contro un nº 1 del mondo, due titoli tra cui il primo ATP 500
Fa il suo esordio stagionale alla United Cup, nel round-robin vince i due match di singolare e con Ulrikke Eikeri quello di doppio misto contro la coppia croata, garantendo alla Norvegia il primo posto nel girone. Si impone in singolare contro Adrian Mannarino anche nei quarti di finale, perde il doppio misto con Eikeri e la Francia avanza in semifinale. Agli Australian Open esce di scena al terzo turno per mano di Cameron Norrie. Raggiunge la finale al Los Cabos Open grazie al successo in semifinale su Stefanos Tsitsipas e a sorpresa cede in due set a Jordan Thompson, che si aggiudica il suo primo titolo in singolare nel circuito maggiore. Raggiunge la finale anche al successivo ATP 500 di Acapulco, dove elimina nei quarti Ben Shelton, in semifinale il nº 7 del mondo Holger Rune e viene sconfitto in due set da Alex de Minaur, risultati che lo riportano nella top 10. Si ferma nei quarti a Indian Wells e al quarto turno al Miami Open, battuto rispettivamente da Tommy Paul e Nicolas Jarry.
Raggiunge la sua prima finale in carriera a Monte Carlo con i successi sul nº 8 ATP Hubert Hurkacz e soprattutto quello in semifinale su Novak Đoković, nella sua prima vittoria contro un giocatore al primo posto mondiale. Il primo trionfo in un Masters 1000 gli viene negato da Stefanos Tsitsipas, che si impone con il punteggio di 6-1, 6-4. La settimana successiva ritrova il greco in finale a Barcellona e si prende la rivincita vincendo per 7-5, 6-3, conquista così il suo primo titolo ATP 500 e risale al 6º posto del ranking. Sconfitto al quarto turno al Madrid Open, vince il suo terzo titolo in carriera a Ginevra, elimina tra gli altri il top 20 Sebastián Báez e in finale supera in due set Tomáš Macháč. Raggiunge la semifinale al Roland Garros e viene sconfitto da Alexander Zverev dopo aver vinto il primo set, nei turni precedenti aveva eliminato il nº 12 ATP Taylor Fritz e aveva approfittato del forfait di Djokovic nei quarti di finale. Delude nuovamente a Wimbledon con l'eliminazione al secondo turno. Disputa la sua prima Olimpiade ai Giochi di Parigi ed esce nei quarti per mano di Félix Auger-Aliassime dopo il successo su Francisco Cerúndolo.
Esce nelle fasi iniziali del torneo ai Masters 1000 di Montreal e Cincinnati, mentre agli US Open elimina Monfils e cede in quattro set al quarto turno a Taylor Fritz, che arriverà in finale. Si aggiudica solo uno dei due singolari nella vittoriosa sfida di Coppa Davis contro il Portogallo e perde i successivi tre incontri, tra cui quello al turno di esordio allo Shanghai Masters. A fine stagione partecipa alle ATP Finals di Torino, dove raggiunge le semifinali e viene sconfitto da Sinner con il punteggio di 6-2 6-1.

### 2025: primo titolo Masters 1000
Alla United Cup 2025 vince i due singolari, perde i due doppi misti e la Norvegia chiude il girone all'ultimo posto. Nelle eliminatorie di Coppa Davis, le sue due vittorie in singolare non sono sufficienti per eliminare l'Argentina, che si impone per 3-2. Perde in due set contro Denis Shapovalov la finale del Dallas Open. Battuto all'esordio all'Indian Wells Open, non va oltre il quarto turno al Miami Open. Le premature sconfitte al Monte Carlo Masters e al Barcelona Open, tornei nei quali l'anno precedente aveva rispettivamente raggiunto la finale e vinto il titolo, decretano la sua uscita dalla top 10 dopo oltre un anno di permanenza. Si riscatta subito conquistando al Madrid Open il suo titolo più prestigioso da inizio carriera, il primo in un torneo Masters 1000. Raggiunge la finale senza perdere alcun set eliminando al terzo turno Sebastian Korda, negli ottavi il nº 4 del mondo Taylor Fritz, nei quarti il nº 10 Daniil Medvedev e in semifinale il 21 Francisco Cerúndolo. In finale ha la meglio sul nº 6 del mondo Jack Draper con il punteggio di 7-5, 3-6, 6-4. Guadagna 8 posizioni nel ranking e risale alla 7ª. Agli Internazionali d'Italia si ferma ai quarti di finale con la sconfitta per 6-0 6-1 contro Jannik Sinner. Esce nuovamente dalla top 10 dopo l'eliminazione al secondo turno al Roland Garros. Un infortunio patito durante lo Slam parigino lo costringe a saltare l'intera stagione sull'erba, compreso il Torneo di Wimbledon 2025. Ritorna in campo sulla terra rossa del Swiss Open Gstaad 2025, e perde ai quarti di finale contro Juan Manuel Cerúndolo (2-6 6-1 3-6) sprecando un vantaggio di 3-0 e servizio nel set decisivo.

## Caratteristiche tecniche
È dotato di ottimi colpi di servizio e di dritto (il suo colpo migliore), discretamente potenti e carichi.  Il suo gioco si basa sulla pressione da fondocampo, nonostante non sia considerato tecnicamente brillante né particolarmente spettacolare, ha nell'atletismo, nella difesa, nella consistenza e tenuta mentale i suoi principali punti di forza che gli hanno permesso di arrivare al numero 2 nel ranking ATP. Si è distinto per continuità di rendimento e per la buona preparazione psicofisica, che gli hanno consentito costanti progressi senza subire particolari battute d'arresto. Un'altra delle sue doti è un grande spirito agonistico, che maschera con un comportamento calmo e distaccato. Federer ne ha elogiato l'autocontrollo e la calma, sostenendo che assieme alla concentrazione e all'energia che dimostra in campo lo avrebbero portato a buoni risultati. Nella prima parte della carriera ha ottenuto quasi tutti i suoi successi sulla terra battuta, sollevando dubbi che potesse mantenersi al vertice in un periodo in cui erano diminuiti i tornei su tale superficie e si giocava soprattutto sul cemento, in particolare nei tornei maggiori.
I progressi compiuti al servizio e in particolar modo sul rovescio, hanno portato buoni risultati anche sul cemento a partire dal 2021, con il quarto turno raggiunto agli Australian Open, il titolo vinto al San Diego Open e la semifinale alle ATP Finals, migliorati nel 2022 con le finali al Miami Open, agli US Open e alle ATP Finals. Considerato uno dei tennisti con il gioco più concreto e regolare nel circuito, ha padronanza degli scambi lunghi e mette pressione all'avversario senza cercare con insistenza colpi vincenti o particolarmente spettacolari, preferendo di solito aspettare l'errore dell'avversario. Queste caratteristiche si adattano meglio alla terra rossa e gli sono valse il paragone con David Ferrer, noto per combattività e pragmatismo.

## Statistiche

### Singolare

#### Finali del Grande Slam

##### Perse (3)
| N. | Data              | Torneo                    | Superficie  | Avversario in finale | Punteggio             |
| 1. | 5 giugno 2022     | Roland Garros, Parigi     | Terra rossa | Rafael Nadal         | 3–6, 3–6, 0–6         |
| 2. | 11 settembre 2022 | US Open, New York         | Cemento     | Carlos Alcaraz       | 4–6, 6–2, 6(1)–7, 3–6 |
| 3. | 11 giugno 2023    | Roland Garros, Parigi (2) | Terra rossa | Novak Đoković        | 6(1)–7, 3–6, 5–7      |